# Acharné (roman)
Pour le remorqueur, voir Acharné.
Acharné (titre original : Relentless) est le cinquième roman de la série de science-fiction La Flotte perdue de l'écrivain Jack Campbell. Il est paru aux États-Unis en 2009 puis a été traduit en français et publié par les éditions L'Atalante en 2010.

## Résumé
Dans le système de Dilawa, délaissé depuis une vingtaine d'années, la flotte de l'Alliance récupère les minerais bruts abandonnés sur place. Geary hésite sur la direction à prendre, après une vive discussion avec Desjani, il décide de rejoindre le système d'Héradao car il y a un camp de prisonniers de guerre, puis envisage de foncer droit vers l'Alliance. Il organise une conférence avec quelques capitaines et Rione pour essayer de prévoir la réaction des extraterrestres au retour de la flotte. Rione émet l'hypothèse que ces derniers risquent de faire sauter quelques portails dans l'espace de l'Alliance ou du Syndic détruisant ainsi les systèmes qu'ils desservent et poussant l'humanité à se détruire. Crésida pense que son projet d'un système de sécurité facile et rapide à installer sur les portails sera prêt lorsqu'ils atteindront Atalia.
Dans le système d'Héradao, Geary affronte une flotte syndic aussi nombreuse que la sienne. Changeant une fois encore de tactique, il la détruit grâce à la mise en première ligne de ses cuirassés. Le pouvoir central s'effondre sur les deux planètes habitées du système et des combats ont lieu entre diverses factions. Avec l'appui de la flotte, les fusiliers de Carabali libèrent deux mille prisonniers après une rude bataille. Peu de temps avant de sauter vers Padronis, Geary apprend de ses services de renseignement l'existence d'une flotte de réserve supérieure à la sienne. Cette flotte proviendrait de la frontière entre les syndics et les extraterrestres et va certainement se positionner à Atalia.
Les vaisseaux de Geary sautent vers Padronis, système complètement désert. L'Indomptable échappe de peu à sa destruction par un ver implanté dans les systèmes du réacteur mais pas le Lorica., Sa capitaine avait dissimulé des informations dans le système de communication, après la destruction de son croiseur elles sont transmises à Geary et révèlent l'origine du premier ver celui qui a affecté les systèmes de propulsions. Lors d'une conférence de la flotte, un piège tendu par Rione permet de démasquer la capitaine Kila ainsi que plusieurs complices. Kila dénonce un autre capitaine, fourni des preuves et se suicide. Geary convainc Badaya que le forcer à prendre le pouvoir lors du retour dans l'Alliance, serait jouer le jeu des politiciens. La flotte saute vers Atalia.
Lors de l'arrivée, Geary constate qu'une bataille a eu lieu entre la flotte de réserve syndic et des vaisseaux de l'Alliance qui ont regagnés leur base dans le système de Varandal, poursuivis par les syndics. Geary laisse une partie de ses navires récupérer les survivants sous le commandement de Badaya et lance l'autre partie vers le point de saut menant à Varandal, bien que leurs réserves de cellules d'énergie soient inférieures à vingt pour cent. Ils interceptent un vaisseau syndic qui détenait des prisonniers, sa commandante se livre et révèle qu'elle vient de Kalixa où le portail hypernet a sauté, détruisant complètement le système. Geary, Desjani et Rione en déduisent que les extraterrestres ont fait sauter le portail pour détruire la flotte de Geary qui aurait dû s'y trouver et qu'ils ne peuvent plus détecter depuis que Crésida a neutralisé le virus dans les systèmes de navigations.
La flotte de réserve qui a sauté vers Varandal n'a d'autres buts que de détruire le portail par représailles. Lors d'une conférence, Geary décide qu'il informera publiquement la population du danger des portails et qu'il diffusera le schéma du dispositif mis au point par Crésida pour garantir l'innocuité de l'effondrement. Ils décident d'en faire profiter les syndics, Rione se charge de le leur transmettre. La flotte saute vers Varandal, système de l'Alliance.
Quelques vaisseaux commandés par la petite nièce de Geary s'opposent aux syndics. Geary lui demande de défendre le portail et informe tout le système de l'objectif des syndics. Crésida diffuse le schéma du dispositif ainsi que les enregistrements des événements de Sancerre et Lakota. La flotte parvient à détruire une partie de celle des syndics, Crésida fait partie des pertes de l'Alliance. La flotte se trouve rapidement à court de cellules d'énergie, c'est à ce moment que Badaya arrive dans le système avec les autres navires. Voyant cela les syndics s'enfuient vers le point de saut d'Atalia.
La flotte est approvisionnée en cellules d'énergie, Geary reste pour le moment son commandant, les vaisseaux les plus endommagés sont dirigés vers les bassins de radoub. La clé de l'hypernet syndic a été livrée pour être dupliquée. Un modèle du dispositif de sauvegarde de Crésida a été installé sur le portail, une version plus sophistiquée est en chantier. Geary attend avec impatience que sa petite nièce le contacte.